# Афганская медаль (Великобритания)
Афганская медаль (англ. Afghanistan Medal) — награда, утверждённая 19 марта 1881 года для награждения военнослужащих британской и индийской армий, служивших в Афганистане в период с 1878 по 1880 год во время Второй англо-афганской войны.

## История
Когда в мае 1879 года закончился первый этап войны, для награждения её участников планировали ограничиться лишь планками «Afghanistan», «Ali Musjid» и «Peiwar Kotal» к Индийской медали. Однако, когда в сентябре 1879 года война возобновилась, было решено учредить отдельную награду за участие в военной кампании.
Солдаты отряда генерала Робертса, героически отстоявшего Кандагар, в дополнение к Афганской медали были также награждены звездой «Кабул—Кандагар».

## Описание
Медаль была круглой, диаметром 36 мм (1,4 дюйма), изготавливалась из серебра.
На аверсе изображён повёрнутый влево профиль королевы Виктории в вуали с надписью «VICTORIA REGINA ET IMPERATRIX» по краю. На реверсе изображены марширующие и конные солдаты с оружием, а также слон, несущий пушку. В левом верхнем углу медали по краям написано «AFGHANISTAN», а внизу по прямой — «1878-79-80». На ободке медали были выгравированы звание, имя и воинская часть награжденного.
Лента шириной 33 миллиметра (1,3 дюйма) была тёмно-зелёного цвета с широкими малиновыми полосами по краями. Для участников ключевых битв войны были учреждены 6 серебряных планок на ленты:
- «ALI MUSJID» («Сражение при Али-Масджид|Али-Масджид]]», 21 ноября 1878)
- «PEIWAR KOTAL» («Пейвар-Котал», 2 декабря 1878)
- «CHARASIA» («Чарасиаб», 6 октября 1879)
- «KABUL» («Кабул», 10–23 декабря 1879)
- «AHMED KHEL» («Ахмед-Хел», 19 апреля 1880)
- «KANDAHAR» («Кандагар», 1 сентября 1880)

Максимальное количество планок, которые могли быть присуждены одному человеку, составляло четыре.
Медалью без планок награждались те, кто служил в Афганистане в период с 22 ноября 1878 по 26 мая 1879 года или с 3 сентября 1879 по 20 сентября 1880 года, но не принимал участия в активных боевых действиях.